# Georgia orientale

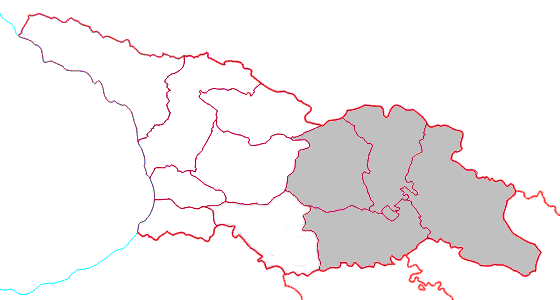
Cartina che definisce i contorni del territorio della Georgia orientale

La Georgia orientale comunemente si riferisce alla parte orientale dello stato georgiano, che in tempi storici comprendeva il regno dell'Iberia Caucasica. Attualmente il termine si riferisce al territorio della Georgia situato a est e a sud delle catene montuose del Likhi e Meskheti, esclusa la regione di Agiaria.  La Georgia orientale include le province storiche georgiane di Samtskhe-Javakheti, Kartli, Kakheti, Pshavi, Mtiuleti, Tusheti, Khevsureti, Khevi come pure la capitale georgiana di Tbilisi.